# Nikita Šochov
Nikita Konstantinovič Šochov (in russo Никита Константинович Шохов?; trasl. angl.: Nikita Konstantinovich Shokhov; Kamensk-Ural'skij, 15 febbraio 1988) è un fotografo russo.
Šochov è uno dei primi studenti di Igor Moukhin ed è anche il vincitore di World Press Photo del 2014. Nikita è il figlio di Konstantin Shokhov, pittore, critico d'arte e professore dell'Università statale di belle arti di Tjumen'.

## Biografia
L'interesse per le arti visive nasce sotto l'influenza del suo padre.  Nikita inizia i suoi studi nella scuola di legge ma i suoi interessi presto si spostano verso la cinematografia. Si trasferisce a Mosca per entrare a studiare all'Università statale pan-russa di cinematografia S. A. Gerasimov (VGIK), nel frattempo inizia a studiare la fotografia.
Studia con il fotografo Sergey Rogozhkin e nel frattempo lavora anche come un fotografo commerciale in uno dei studi fotografici facendo i servizi della vita notturna, le fotografie che poi faranno parte del suo set Moscow Night Life. Nikita ha lavorato anche part-time allo Sverdlovsk Film Studio.
A Mosca, dopo vari tentativi di entrare alla VGIK viene ammesso alla Scuola di Fotografia e Multimedia di Rodchenko dove entra nella classe di Igor Moukhin. Shokhov lavora combinando la fotografia artistica e fotogiornalismo.

## Fotografia

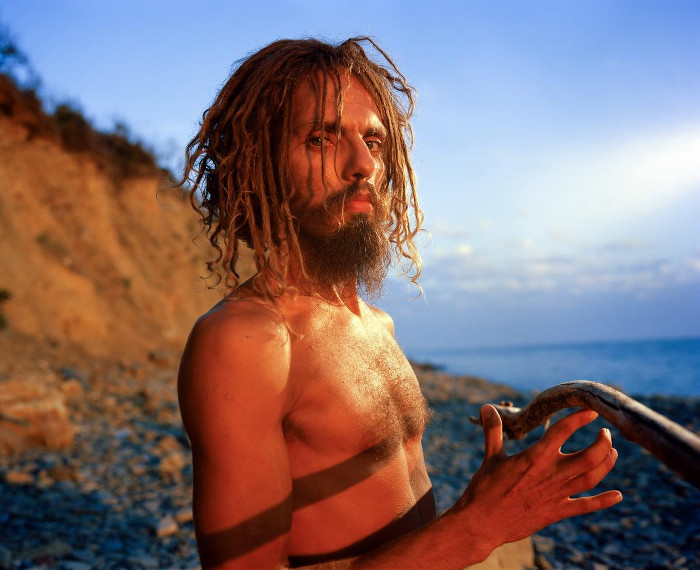
The Utrish serie, 2013

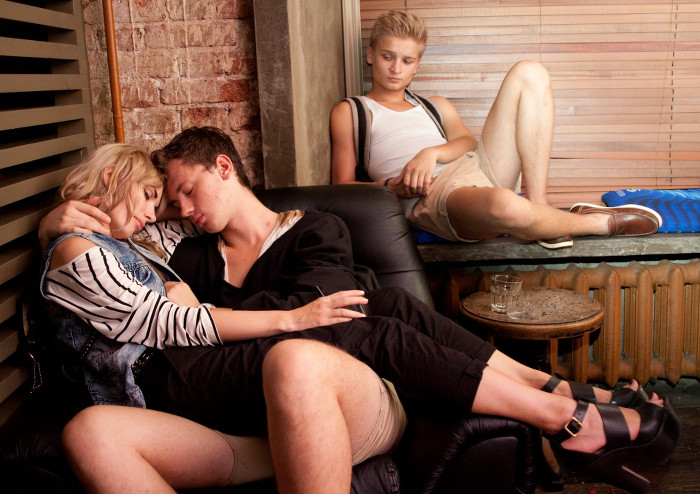
The Moscow-Night life serie, 2012

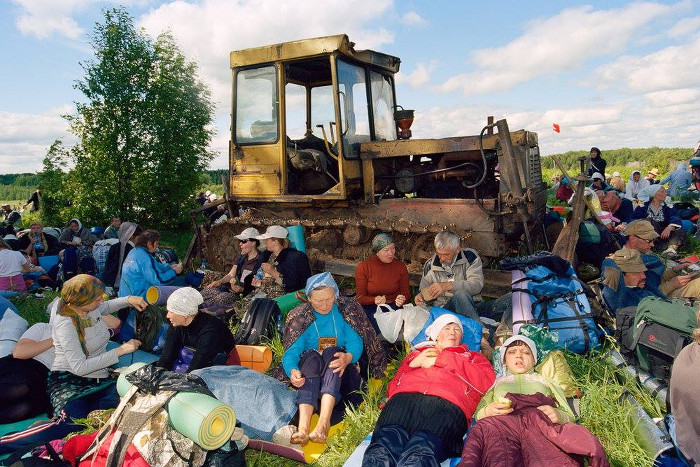
The Sacred Procession serie, 2012

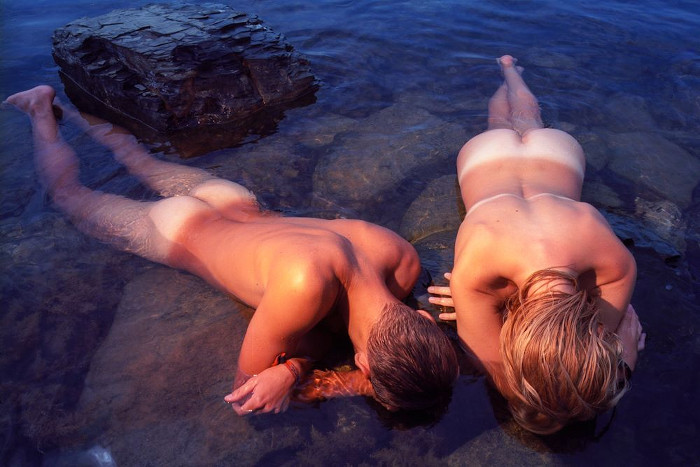
The Black Sea serie, 2012

Shokhov lavora in diversi generi a partire dalla fotografia artistica per arrivare alla vera e propria fotografia documentale. Cerca di sottolineare i temi universali, studiando la vita quotidiana, religione. Alcuni lavori di Shokhov sono un forte rimando ai lavori dei fotografi storici.
Il suo set Moscow Night Life creato tra il 2010 e 2014 sottolinea i motivi più grezzi e bassi della vita notturna dei club sia di classe alta che underground. È un continuo dello stile di Boris Mikhailov, Sergey Chilikov e Nikolai Bakharev che hanno documentato la cultura dei giovani del tardo sovietico e post-sovietico. La serie consiste sia nelle fotografie messe in scena che documentarie.
Nel 2012-2014 Shokhov crea un set Sacred Procession, una serie di fotografie che racconta le processioni religiose in Russia della provincia, fotografando in maniera di candid camera fa un servizio fotografico sincero. Nello stesso modo fa una ricerca etnografica tramite una serie di fotografie nel 2013 del prestigioso quartiere a Mosca, Rublevka.
Nel 2012-2013 nasce Black Sea Vaction, un set che racconta la vita dei villaggi turistici popolari a Soči e Anapa. Il ritratto collettivo dei turisti richiama lo stile di Martin Parr e anche lo stile dell'insegnante di Shokhov, Sergey Rogozkin, che ha creato una serie basata sulle scene iconografiche. Shokhov spiega che la combinazione della messa in scena e l'improvvisazione è nata sotto l'influenza dei lavori di Annie Leibovitz, David LaChapelle e Ryan McGinley.
Russia contemporanea è un altro forte interesse di Shokhov. Lui cerca di trovare il legame tra la vita quotidiana dei piccoli città Bologoe (serie del 2014) e Pereslavl-Zalessky (serie del 2013) e la cultura nazionale, anche in Udmurtia, set Sep.
Nel 2014 Shokhov fa parte del grande progetto fotografico nazionale Where Does the Motherland Begin? un progetto che cerca di raccontare la varietà della cultura russa e l'intreccio della Russia sovietica con quella odierna.
Il progetto di Shokhov Children Personal Space del 2014 è una ricerca sugli spazi personali e come questi creano degli scenari surreali nella vita quotidiana.
A maggio del 2015 Shokhov espone la sua serie delle fotografie Without Dictatorship of the Gaze alla galleria GRAD a Londra insieme agli altri progetti che parlano dei temi sociali e politici. È un set del fotogiornalismo, gli immagini che raccontano le proteste a Mosca.
I lavori di Nikita Shokhov sono stati pubblicati da diverse riviste di fama internazionale come The Guardian, ArtKhronika, Harper's Bazaar Art, Calvert Journal, L'Insense Photo, Infra-mince e Le Monde (in quest'ultimo sono stati pubblicati le immagini per l'articolo che raccontava della Russia di Vladimir Putin).

## Mostre
Mostre personali
- 2012 Empty Hills. The Space of Joy, Galerie Iragui, Mosca[18]
- 2012 Sochi. City of the Future Olympic Games, White Nights Festival, Perm'
- 2013 Black Sea Vacations, a Fashion and Style Biennale, Museo di arte multimediale, Mosca[19]
- 2014 Moscow Night Life, a Moscow Biennale of Photography, Galleria Zurab Tsereteli, Mosca[20]
- 2015 Children: Personal Space, Galleria Peresvetov, Mosca[14]
- 2015 Sacred Procession, State Art Gallery, Baltic Biennial of Photography, Kaliningrad[21]

Mostre collettive
- 2010 Self-image, Plates to Pixels gallery, Portland, USA[22]
- 2011 Life in Motion, International Center of Photography, New York[23]
- 2012 The Stone Flower, National Centre for Contemporary Arts, Moscow[24]
- 2013 Stability. Ghosts, Random gallery, Mosca
- 2013 Chernukha, RuArts gallery, Mosca[25]
- 2013 The Happy End, Museo di arte multimediale, Mosca[26]
- 2013 What is Behind This Curtain?, Random Gallery, Mosca[27]
- 2014 Twelve Thinking Photographers, Manifesta 10 parallel event, First Cadets' Corpus, San Pietroburgo[28]
- 2014 Moscow. Barocco, 4th Moscow International Biennale for young art collaterial event, Triumph Gallery, Mosca[29]
- 2014 Artistic Invention of Yourself and the Pure Enjoyment of Life and Love, Austrian Cultural Forum, Mosca[30]
- 2014 Moskovia. Research, All-Russian Decorative Art Museum, Mosca[31]
- 2014 Young, GUP gallery, Amsterdam[32]
- 2014 Where Motherland Begins, Museo della storia della città di Mosca, Mosca[13]
- 2015 Borderlands, Gallery for Russian Arts and Design, Londra[33]

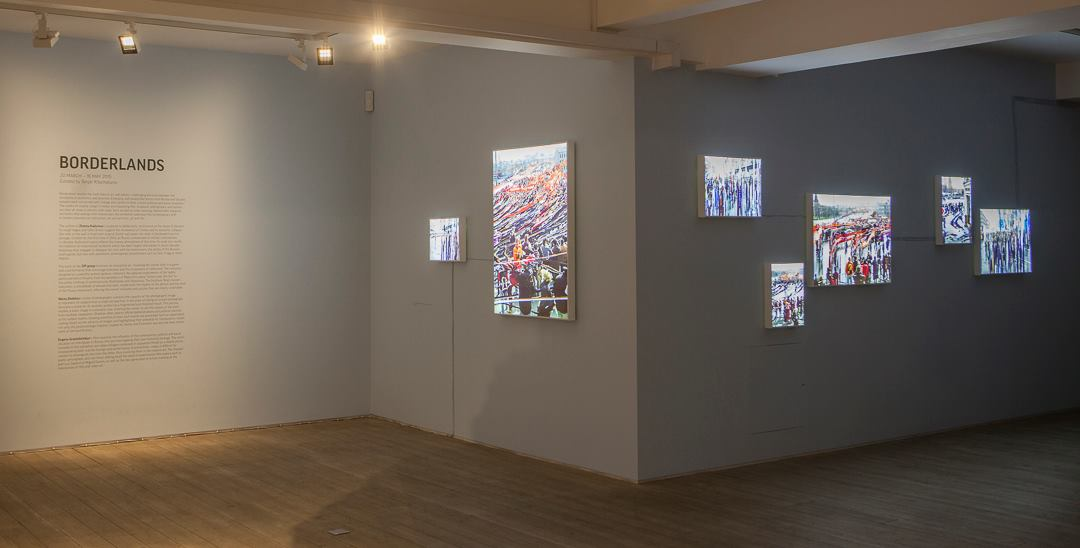
Borderlands, Londra, 2015
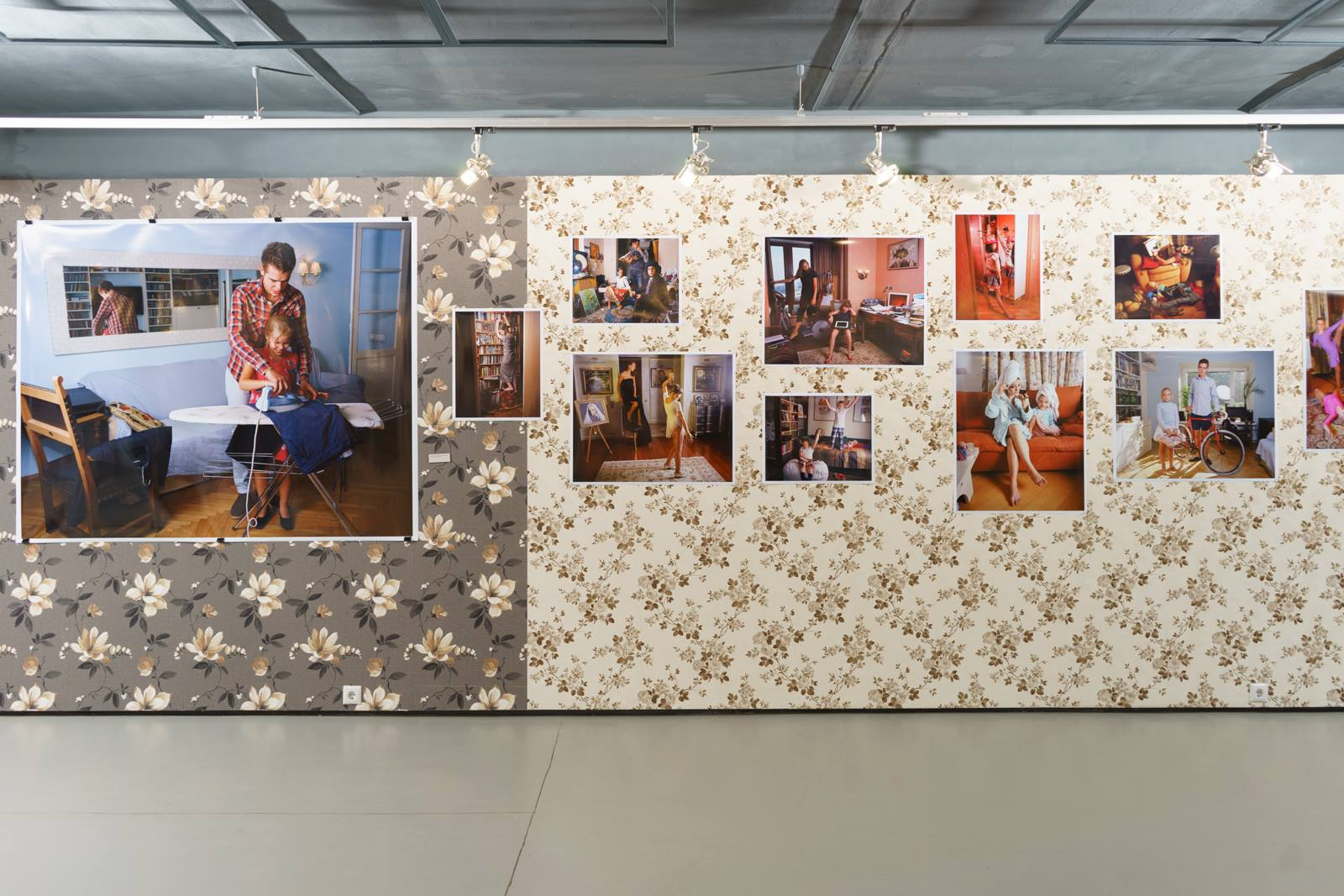
Children: Personal Space, Mosca, 2015
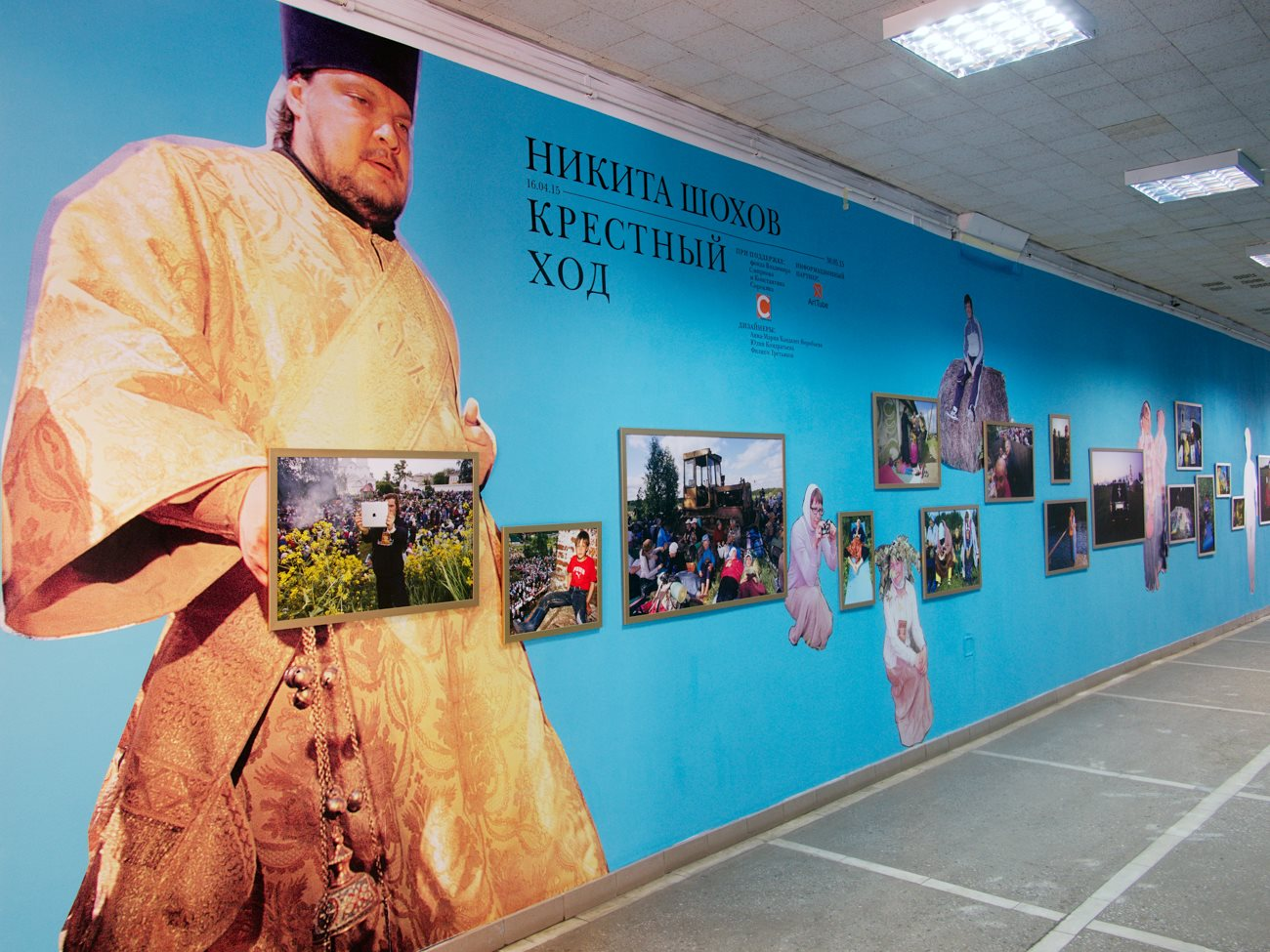
Sacred Procession, Kaliningrad, 2015